# Франкенштајн (Саксонија)
Франкенштајн (њем. Frankenstein) општина је у њемачкој савезној држави Саксонија. Једно је од 61 општинског средишта округа Средња Саксонија. Према процјени из 2010. у општини је живјело 1.164 становника. Посједује регионалну шифру (AGS) 14522160.

## Географски и демографски подаци
Франкенштајн се налази у савезној држави Саксонија у округу Средња Саксонија. Општина се налази на надморској висини од 398 метара. Површина општине износи 21,5 km². У самом мјесту је, према процјени из 2010. године, живјело 1.164 становника. Просјечна густина становништва износи 54 становника/km².

## Међународна сарадња
| Мјесто | Држава | Врста сарадње | Од    |
| ------ | ------ | ------------- | ----- |
|        | Чешка  | контакт       | 2000. |
| Извор  |        |               |       |